# Nokia 9300 Communicator
Il Nokia 9300 Communicator è uno smartphone dell'azienda finlandese Nokia, facente parte della gamma Communicator e avente l'interfaccia grafica Serie 80, basata su Symbian OS.
È stato presentato al pubblico nel 2004, e come per tutti i dispositivi Communicator dispone di schermo interno da 4 pollici TFT con risoluzione 640 × 200 pixel e tastiera QWERTY. In più il 9300 ha a destra dello schermo 4 pulsanti che servono per le operazioni sensibili al contesto.
Nella parte destra inferiore della tastiera, corredata di due tasti SHIFT, si trova un piccolo joystick che assume la funzione di mouse, per potersi spostare agevolmente nei vari menu e per il browser web, in quanto il display interno non ha il touch.
Nel fronte software si trovano tutti gli applicativi prettamente per l'ufficio, quali ad esempio un lettore di documenti Word, Excel, PowerPoint, file PDF, gestione del calendario e l'agenda. Dispone inoltre di Browser web e lettore di video e file MP3.
L'uscita audio è mono e non è previsto il collegamento con le cuffie tramite jack standard da 3,5 mm, era possibile tuttavia acquistare a parte le cuffie Nokia da collegare tramite la porta proprietaria Pop-Port.
La memoria interna è di 80 MB e può essere espansa tramite una memory card (MMC) con supporto fino a 2 GB.
A novembre del 2005, è stato presentato il 9300i, il quale presenta un aggiornamento a livello hardware, infatti viene aggiunto il supporto al Wi-Fi con protocollo 802.11g, con una batteria potenziata fino a 1100 mAh.